# Clavija serratifolia
Clavija serratifolia är en viveväxtart som beskrevs av Carl Christian Mez. Clavija serratifolia ingår i släktet Clavija och familjen viveväxter. Inga underarter finns listade i Catalogue of Life.